# Man in Motion
Man in Motion — пятый студийный альбом американской рок-группы Night Ranger, вышедший в 1988 году. Диск занял 81 место в чарте Billboard 200.

## Об альбоме
Во время записи альбома группу покинул клавишник Алан Фитцджеральд, на замену ему пришёл Джесси Брэдмен. Пластинка стала последней для Night Ranger перед распадом группы 1990 году.
Песня «I Did It For Love» заняла 16 место в Mainstream Rock, а в Billboard Hot 100 — 75.

## Список композиций
1. «Man in Motion» (Блэйдс, Гиллис) — 4:26
2. «Reason To Be» (Киги, Блэйдс) — 4:10
3. «Don’t Start Thinking (I’m Alone Tonight)» (Блэйдз, Фитцджеральд, Киги) — 4:42
4. «Love Shot Me Down» (Блэйдс) — 4:04
5. «Restless Kind» (Блэйдс, Киги) — 4:40
6. «Halfway To The Sun» (Блэйдс) — 5:18
7. «Here She Comes Again» (Блэйдс, Боб Хаддиган, Мартин Брайли, Майкл Болтон) — 4:20
8. «Right On You» (Киги, Блэйдс) — 4:12
9. «Kiss Me Where It Hurts» (Гиллис, Блэйдс) — 4:33
10. «I Did It For Love» (Русс Баллард) — 4:46
11. «Woman In Love» (Блэйдс) — 4:43

## Участники записи
Night Ranger
- Джек Блэйдс — аранжировщик, бас-гитара, вокал
- Джесси Брэдмен — клавишные, бэк-вокал
- Брэд Гиллис — аранжировщик, гитара, ритм-гитара, вокал, бэк-вокал
- Келли Киги — аранжировщик, ударные, вокал
- Джефф Уотсон — аранжировщик, гитара, акустическая гитара, ритм-гитара